# Tim Davie
Timothy Douglas Davie CBE (nascido em 25 de abril de 1967) é um executivo de televisão britânico. Atualmente atua como o décimo sétimo Diretor-Geral da BBC desde 1 de setembro de 2020, substituindo Tony Hall. Ele foi anteriormente nomeado diretor-geral interino da BBC em 10 de novembro de 2012, após a renúncia de George Entwistle, até que Hall assumiu o cargo permanentemente em abril de 2013.
Davie estudou na Whitgift School e na Universidade de Cambridge, e ingressou na BBC após uma carreira em marketing. Ele se candidatou sem sucesso pelo Partido Conservador em 1993 e 1994 nas eleições para Hammersmith e Fulham London Borough Council. Durante seu período como diretor-geral interino da emissora pública britânica, supervisionou as investigações sobre a gestão e conduta da BBC após revelações que a emissora tinha conhecimento sobre o abuso sexual cometido por Jimmy Savile.